# Instytut Judaistyki Uniwersytetu Jagiellońskiego
Instytut Judaistyki (IJ UJ) – jednostka organizacyjna Uniwersytetu Jagiellońskiego w Krakowie. Jeden z 6 instytutów tworzących Wydział Historyczny tego Uniwersytetu.
Instytut prowadzi działalność dydaktyczną i badawczą związaną z historią, kulturą, religią i językami Żydów, ze szczególnym uwzględnieniem diaspory aszkenazyjskiej w Polsce i polsko-żydowskiego dziedzictwa. Prowadzi studia I stopnia (licencjackie) i II stopnia (magisterskie) na kierunku judaistyka, na których studenci uczą się języka hebrajskiego i języka jidysz, zdobywają wiedzę z zakresu historii i kultury Żydów oraz przygotowują prace dyplomowe w oparciu o źródła archiwalne.
Jednostka została powołana do życia 1 października 1986 uchwałą Senatu Uniwersytetu Jagiellońskiego jako Międzywydziałowy Zakład Historii i Kultury Żydów w Polsce. Jego działalność zainaugurowała międzynarodowa konferencja Autonomia Żydów w Rzeczypospolitej szlacheckiej, która była pierwszym po II wojnie światowej tak licznym spotkaniem naukowców badających historię Żydów polskich, pochodzących z Francji, Izraela, Polski, Stanów Zjednoczonych i Wielkiej Brytanii. Z dniem 1 listopada 2000 Zakład został przekształcony w Katedrę Judaistyki a 1 października 2012 w Instytut Judaistyki.
Do 2010 siedziba jednostki mieściła się w budynku przy ulicy Stefana Batorego 12. Obecnie siedzibą Instytutu jest Collegium Kazimierzowskie przy ulicy Józefa 19.

## Władze
- Dyrektor:
  - prof. dr hab. Edward Dąbrowa (2000-2012 jako kierownik Katedry Judaistyki, 2012-2016)
  - dr hab. Michał Galas prof. UJ (2016-2020)
  - prof. dr hab. Adam Kaźmierczyk (od 2020-2024)
  - dr hab. Maciej Tomal, prof. UJ (od 2024)

- Zastępca:
  - dr Anna Jakimyszyn-Gadocha (2012-2016)
  - dr Marek Tuszewicki (od 2016-2024)
  - dr Ewa Węgrzyn (od 2024)

## Struktura
- Zakład Historii Żydów, kierownik: prof. dr hab. Adam Kaźmierczyk;
- Zakład Kultury Żydów, kierownik: dr hab. Leszek Hońdo;
- Zakład Judaizmu i Literatur Żydowskich, kierownik: dr hab. Michał Galas prof. UJ;
- Pracownia Badań nad Historią i Kulturą Żydów w Polsce i Relacjami Polsko-Żydowskimi im. Marcella i Marii Roth
- Ośrodek Studiów nad Historią i Kulturą Żydów Krakowskich
- Pracownia Badań nad Współczesnym Izraelem oraz Relacjami Polsko-Izraelskimi im. Teodora Herzla i Ozjasza Thona

## Publikacje
Instytut wydaje m.in.:
- rocznik Scripta Judaica Cracoviensia
- rocznik Scripta Biblica et Orientalia (wspólnie z KUL i UW)
- kwartalnik studencko-doktorancki Judaista